# Route nationale 58a (Madagaskar)
Die Route nationale 58a (RN 58a) ist eine 16 km lange, asphaltierte Nationalstraße im Zentrum von Madagaskar. Sie verbindet die RN 7 in Ankadimbahoaka mit der RN 4 in Andranomena und bildet dadurch die südwestliche Umfahrung des Stadtgebietes der Hauptstadt Antananarivo. Teile der Straße verlaufen entlang des Flusses Ikopa.